# Kopenska vojska Republike Kitajske
Kopenska vojska Republike Kitajske (kitajsko: 中華民國陸軍) je kopenska komponenta Oboroženih sil Republike Kitajske. 80 % celotne kopenske vojske je nameščenih na Tajvanu, medtem ko se preostale enote nahajajo na otokih Kinmen, Matsu in Penghu.

## Organizacija
Trenutno je Kopenska vojska Republike Kitajske organizacijsko razdeljena na: tri armadne korpuse (v vojnih razmerah razširjeni v armade), vrhovni generalštab, 4 regionalna generalštabe, tri specializirana poveljstva dva otoška poveljstva, Poveljstvo zračnoprevoznih in specialnih operacij, 2 mehanizirani pehotni diviziji, 10 pehotnih divizij, 6 oklepnih brigad, 1 tankovska skupina, 7 rezervnih divizij, 3 mobilne divizije in 2 zračnoobrambni raketni skupini ter Vojaško akademijo Republike Kitajske.
Trenutna organizacija
- Generalštab Kopenske vojske Republike Kitajske

- Poveljstvo zračnoprevoznih in specialnih operacij
- Poveljstvo vojaške policije
- Raketno poveljstvo
- Regionalna poveljstva:

- Obrambno poveljstvo Hua-Tung
- Obrambno poveljstvo Kinmen
- Obrambno poveljstvo Matzu
- Obrambno poveljstvo Penghu
- Obrambno poveljstvo Tungyin

- Armadni korpusi:

- 6. armadni korpus
- 8. armadni korpus
- 10. armadni korpus

- Nacionalni odrešilni korpus
- Rezervno poveljstvo
- Logistično poveljstvo
- Poveljstvo za izobraževanje, šolanje in doktrino
- Vojaška akademija Republike Kitajske

## Zgodovina
Za ustanovitev kopenske vojske velja leto 1924, ko je bila ustanovljena Nacionalna revolucionarna armada, vojaško krilo Kuomintanga. Po oblikovanju Republike Kitajske se je armada preimenovala v vojsko.